# 544033 Lihsing
544033 Lihsing è un asteroide della fascia principale. Scoperto nel 2007, presenta un'orbita caratterizzata da un semiasse maggiore pari a 2,3226844 au e da un'eccentricità di 0,2093600, inclinata di 1,49726° rispetto all'eclittica.